# Татев, Борис Петрович
Князь Борис Петрович Татев (ум. 1607) — русский военный и государственный деятель, стольник, рында, голова, дворянин московский, воевода и боярин во времена правления Ивана IV Васильевича Грозного, Фёдора Ивановича, Бориса Годунова и Смутное время.
Из княжеского рода Татевы. Единственный сын воеводы и боярина князя Петра Ивановича Татева (ум. 1586). Рюрикович в XX колене. Имел сестру — княжну Анну Петровну, в иночестве Анисия, замужем за князем Василием Фёдоровичем Скопиным-Шуйским.

## Биография

### Служба Ивану Грозному
Впервые упоминается в 1578 году, в конце царствования Ивана Грозного в 1581—1584 годах входил в Земский двор. В августе 1581 года упомянут стольником во время приёма папского посла Антонио Поссевино. В 1583 году на посольском приёме в Москве сидел «на рундуке на нижней ступени».

### Служба Фёдору Ивановичу
В ноябре 1586 года рында с государевой рогатиной в Новгородском походе против шведов. В 1598 году воевода Передового полка в Дедилово, откуда ходил в поход.

### Служба Борису Годунову
В 1598—1599 годах упомянут московским дворянином. В 1590 году голова в Государевом полку в походе в Новгород и оттуда под Ругодив. В 1591 году — первый воевода в Мценске, откуда ходил воеводой Передового полка в Новосиль. В этом же году упомянут, в связи с отступлением крымцев от Москвы, воеводою Передового полка в Калуге. В 1592 году голова в Большом полку при князе Мстиславском, участвовал в походе под Выборг. В 1593 году первый воевода в Новосиле, откуда в марте был отправлен сходным воеводой Большого полка с князем Хилковым в Тулу. В 1594 году упомянут в царском указе в связи с распоряжением, что в нужное время идти ему из Мценска и Черни в Рязань. В 1595 году первый воевода в Орле. В 1596 году первый воевода Передового полка в Дедилово, откуда посылался для сыска разбойников. С мая 1597 года вновь первый воевода Передового полка в Дедилово, откуда в июле 1598 года велено идти в Серпухов для встречи крымских посланников вместе с выборными дворянами, детьми боярскими и стрельцами, а по возвращении Государя из Серпухова в Москву, оставлен первым воеводой в Серпухове, откуда вновь послан воеводой Большого полка в Тулу, а оттуда в Алексин. В 1599 году упомянут первым воеводой Сторожевого полка окраинных войск.
В 1600 году второй воевода Передового полка в Орле. В июне того же года крымские татары совершили нападение на Белгород, а от него двинулись на Курск, но по пути был встречены орловским воеводой Борисом Петровичем Татевым, разбиты и изгнаны из южнорусских владений. В 1601 году первый воевода Сторожевого полка в Орле и в Зарецкой роще. В 1602—1603 годах — первый воевода в Царёв-Борисове.
В 1604 году находился на воеводстве в Чернигове, когда в польских владениях появился самозванец Григорий Отрепьев, который выдавал себя за царевича Дмитрия Ивановича, младшего сына царя Ивана Грозного. Царь Борис Годунов разослал ко всех приграничным воеводам приказ, в котором предписал им оповестить население о том, что законный царевич Дмитрий погиб, а Григорий Отрепьев — самозванец. Такой царский приказ получил и черниговский воевода Борис Петрович Татев. Он исполнил царский указ и от себя прибавил, что убийство Дмитрия произошло 14 лет назад. Несмотря на это, царь Борис Фёдорович Годунов не доверял князю Б. П. Татеву. Князь Борис Михайлович Лыков-Оболенский в своей челобитной царю Василию Шуйскому на князя Дмитрия Михайловича Пожарского сообщал: «Прежде, при царе Борисе, он, князь Димитрий Пожарский, доводил на меня ему, царю Борису, многие затейные доводы, будто бы я, сходясь с Голицыными да с князем Татевым, про него, царя Бориса, рассуждаю и умышляю всякое зло».

### Служба Лжедмитрию I
В 1605 году Лжедмитрий вступил в Москву и занял русский царский престол. Многие вельможи, находившиеся в опале при Борисе Годунове, были возвращены из ссылок в столицу. Среди них был и князь Борис Петрович Татев. В мае 1606 года присутствовал на свадьбе Лжедмитрия I с Мариной Мнишек, сидел девятым в кривом столе. В этом же году двадцать третий советник в Меньшом совете и был возведён в бояре, заседал в царской думе и был зачислен в приказ Большого прихода.

### Служба Василию IV Шуйскому
После свержения и убийства Лжедмитрия I поддержал нового царя Василия Шуйского. В 1606—1607 годах участвовал в боях с болотниковцами. В сентябре 1606 года вместе с воеводами князем Иваном Ивановичем Шуйским и Михаилом Игнатьевичем Татищевым выступил из Москвы на Калугу. В битве под Калугой царские воеводы разгромили войско Ивана Болотникова. Осенью того же года князь Б. П. Татев вместе с князем Михаилом Васильевичем Скопиным-Шуйским и воеводой Артемием Васильевичем Измайловым выступили разбили болотниковцев в битве на Пахре, что, однако, лишь незначительно отсрочило наступление последних на Москву. Затем Борис Татев вместе с князьями Михаилом Васильевичем Скопиным-Шуйским и Андреем Васильевичем Голицыным успешно оборонял Москву от войска Ивана Болотникова. Мятежники потерпели поражение от царских войск и вынужден были отступить в Калугу и Тулу. Царь Василий Шуйский отправил против мятежников на Калугу войска под командованием князей Ивана Ивановича Шуйского, Фёдора Ивановича Мстиславского, Михаила Васильевича Скопина-Шуйского и Бориса Петровича Татева. Царские воеводы разгромили в битве под Калугой повстанческое войско.
Весной 1607 года Иван Болотников и Лжепётр отправили из Тулы на Калугу новое войско. Главные царские воеводы отправили против мятежников войско, состоящее из трёх полков. Большим полком командовал боярин князь Борис Петрович Татев, передовым полком — боярин Михаил Александрович Нагой, а сторожевым полком — князь Михаил Петрович Барятинский. 3 мая в бою на Пчельне, под Калугой, болотниковцы разгромили царское войско.
В этом сражении погиб князь Борис Петрович Татев († 03 мая 1607), погребён в Троице-Сергиевой лавре, о чём свидетельствовала надпись на надгробном камне: «Боярин князь Борис Петрович Татев представился 7115 (1607) мая в 3 день». Согласно Древней российской вивлиофики убит под Калугою.

## Семья
Женат на княжне Марии Михайловне Лыковой (?), дочери воеводы кн. М. Ю. Лыкова, приняла иночество (1643).
Дети:
- Князь Татев Пётр Борисович (ум. 1617) — послан от Государя в Псков к боярину Морозову с золотым (1615), стольник (1616), поместный оклад 600 четвертей и 50 рублей.
- Князь Татев Фёдор Борисович (ум. 1630) — стольник, рында и воевода.
- Князь Татев Иван Борисович (ум. 26 мая 1630) — подписал грамоту об избрании в цари Михаила Фёдоровича (1613), стольник (1620), участвовал на обеих свадьбах царя Михаила Фёдоровича (1624 и 1626), погребён в Троице-Сергиевой лавре (в списке надгробий в Троице-Сергиевом монастыре назван Сергеем)[5].
- Княжна Мария Борисовна — жена князя Д. Т. Трубецкого (ум. 03 февраля 1630), погребена в Троице-Сергиевой лавре.
- Княжна Елена (Прасковья) Борисовна — в родословной росписи не указана, жена князя Ф. С. Куракина (ум. 1656)

## Критика
Историк П. Н. Петров в своей книге История родов русского дворянства (стр. 87), высказал предположение, что у князя Бориса Петровича Татева была дочь — Елена Борисовна, бывшей замужем за князем Фёдором Юрьевичем Хворостининым, но за ним была жена княжна Елена Борисовна Лыкова. Скорее можно предположить дочь, бывшую за князем Фёдором Семёновичем Куракиным, где он в документах назван зятем княгини Марии Ивановны Татевой, вдовы Бориса Петровича: «а были те пустоши князя Борисовы жены Татева Марии, а после её смерти те пустоши помечены были дати в поместье зятю её, боярину, князю Фёдору Семёновичу Куракину».